# Szybki cash
Szybki cash (szw. Snabba Cash, ang. Easy Money) – szwedzki thriller z 2010 roku w reżyserii Daniela Espinosy. Film powstał na podstawie powieści Jensa Lapidusa pod tym samym tytułem, która została wydana w 2006 roku.
Światowa premiera filmu miała miejsce 15 stycznia 2010 roku. W Polsce premiera filmu odbyła się 5 października 2012 roku.

## Opis fabuły
Johan (Joel Kinnaman) studiuje ekonomię. Podaje się za syna dyplomaty, a na chleb zarabia jeżdżąc taksówką. Drugi bohater, Mrado, ściąga haracze dla serbskiej mafii, a teraz ma zabić kogoś na jej zlecenie. Natomiast Jorge właśnie uciekł z więzienia i ukrywa się przed policją i Serbami. Ci trzej mężczyźni marzą o fortunie, a los krzyżuje ich drogi gdzieś w Sztokholmie. Szybki cash, na który mają chrapkę, okazuje się jednak trudny do zdobycia. A jego cena jest bardzo wysoka.

## Obsada
- Joel Kinnaman – Johan „JW” Westlund
- Matias Padin Varela – Jorge Salinas Barrio
- Dragomir Mrsic – Mrado Slovovic
- Lisa Henni – Sophie
- Mahmut Suvakci – Abdulkarim
- Jones Danko – Fahdi
- Lea Stojanov – Lovisa
- Dejan Čukić – Radovan Kranjic
- Miodrag Stojanovic – Nenad
- Joel Spira – Nippe
- Christian Hillborg – Jetset-Carl
- Annika Ryberg Whittembury – Paola Salinas Barrio
- Fares Fares – Mahmoud